# Kutîșce, Brodî
Kutîșce (în ucraineană Кутище) este un sat în comuna Palîkorovî din raionul Brodî, regiunea Liov, Ucraina.

## Demografie
Componența lingvistică a localității Kutîșce
     Ucraineană (100%)
Conform recensământului din 2001, toată populația localității Kutîșce era vorbitoare de ucraineană (100%).